# Charalá
Charalá ist eine Gemeinde (municipio) im Departamento Santander in Kolumbien.

## Geographie
Die Gemeinde Charalá liegt in der Provinz Guanentá im südöstlichen Santander in den kolumbianischen Anden 135 km von Bucaramanga entfernt auf einer Höhe von 1290 Metern und hat eine Jahresdurchschnittstemperatur von etwa 21 °C. An die Gemeinde grenzen im Norden Páramo, Ocamonte und Mogotes, im Osten Encino und Coromoro, im Süden Gámbita sowie Duitama im Departamento Boyacá und im Westen Oiba, Confines und Suaita.

## Bevölkerung
Die Gemeinde Charalá hat 10.211 Einwohner, von denen 5673 im städtischen Teil (cabecera municipal) der Gemeinde leben (Stand: 2019).

## Geschichte
Vor der Ankunft der Spanier lebten auf dem Gebiet des heutigen Charalá die indigenen Völker der Guanes und der Chalaláes. Das moderne Charalá wurde 1540 von Martín Galeano gegründet. Der Name Charalá ist indigenen Ursprungs. 1702 wurde die Kirchengemeinde Nuestra Señora de Monguí gegründet, seit 1842 existierte die Kirchengemeinde Villa de Charalá und 1887 erlangte Charalá den Status einer Gemeinde im heutigen Sinn.

## Wirtschaft
Der wichtigste Wirtschaftszweig in Charalá ist die Landwirtschaft und traditionelle Produktionsformen. Insbesondere werden Zuckerrohr und Kaffee angebaut sowie Naturfasern produziert und verarbeitet, aus denen Taschen, Teppiche, Gürtel und Säcke hergestellt werden. Zudem wird Panela hergestellt. In geringerem Maße gibt es auch Rinderproduktion.

## In Charalá geboren
- José Antonio Galán (1749–1782), Anführer des Comuneros-Aufstands
- José Acevedo y Gómez (1773–1817), Unabhängigkeitskämpfer